# .dk
.dk為丹麥國家及地區頂級域（ccTLD）的域名。該域名於1987年7月14日在國際斯坦福研究所的ARPA网络信息中心創辦。該域名沒有任何註冊限制。

## 外部連結
- IANA .dk whois information（页面存档备份，存于）
- DK Hostmaster A/S（页面存档备份，存于）
- List of .dk approved registrators（页面存档备份，存于）